# Pablo Linares
Pablo Linares (Borriol, 1993) és un pilotaire valencià. Juga de rest a Escala i Corda i també és conegut com a Pablo II o Pablo de Borriol.
És un dels pocs jugadors en haver guanyat l'individual sub-16, sub-18 i sub-23 d'Escala i Corda.
Va començar a jugar amb 11 anys, a l'escola de Vila-real, i amb 15 anys debutava com a professional. Destacà als trinquets de Vila-real i Borriana, on li posaven rivals difícils per al seu nivell i els guanyava. En juny de 2016 va participar en la Copa Diputació en substitució de Francés, tot guanyant a Puchol II en la seua primera partida en la competició. Aquell mateix any participa en la XXXI edició de l'Individual. Va acabar l'any imposant-se al Trofeu de Joves.